# Blackwater (rivière de Floride)
Pour les articles homonymes, voir Blackwater.
La Blackwater est un fleuve de Floride long de 91 km qui coule dans le sud de l'Alabama et traverse la Panhandle de Floride avant de rejoindre le golfe du Mexique. En Floride il traverse le comté d'Okaloosa puis le comté de Santa Rosa, et se termine dans la baie qui porte son nom, un bras de la baie de Pensacola. Il a donné son nom au parc d'État de Blackwater River.

## Toponymie
Les bancs de sable et les plages de sable blanc contrastent avec l'eau sombre tannique qui donne son nom au fleuve. « Blackwater » est une traduction du mot Choctaw oka-Lusa, ce qui signifie « eaux noires ».

## Parcours
Une section de 50 km du fleuve est navigable pour les canoës, les kayaks et les petits bateaux. La section depuis Kennedy Bridge jusqu'à Dayton Bridge est appelée la « Florida Canoe Trail ».
La vitesse du courant est de 2 à 3 miles par heure avec une profondeur moyenne de 0,76 m. En fonction des pluies, le niveau des eaux peut rapidement fluctuer, donnant ainsi des inondations dans la plaine environnante. L'évolution de son cours a créé de nombreux bras morts. Deux ouragans en 1995 ont changé le tracé du cours et sa navigabilité.

## Faune et flore
Les plantes aquatiques présentes sont les hydropteridales, les nymphaeaceae, les ceratophyllaceae, les utriculaires et les nénuphars. Les forêts de la plaine inondable sont constituées de chênes, d'érables, de platanes, de magnolias, d'Ilex, de nyssa, de lauriers d'Amérique et d'azalées. On trouve également des plantes carnivores.
La faune est constituée de cerfs, de dindes et du lynx roux. La loutre de rivière et les alligators sont rares mais parfois visibles. Parmi les oiseaux, on trouve le pic à tête rouge, le grand Pic, le faucon, la corneille d'Amérique, les parulidae et le milan du Mississippi. Les oiseaux de bord de mer ainsi que les hérons et les aigrettes sont plus présents le long des bancs de sable.